# Кляніни
Кляніни (пол. Klaniny) — село в Польщі, у гміні Осечна Староґардського повіту Поморського воєводства.
Населення — 167 осіб (2011).
У 1975-1998 роках село належало до Гданського воєводства.

## Демографія
Демографічна структура станом на 31 березня 2011 року:
|          | Загалом | Допрацездатний вік | Працездатний вік | Постпрацездатний вік |
| -------- | ------- | ------------------ | ---------------- | -------------------- |
| Чоловіки | 82      | 20                 | 56               | 6                    |
| Жінки    | 85      | 22                 | 46               | 17                   |
| Разом    | 167     | 42                 | 102              | 23                   |